# Pierre Ollivier
Pierre Ollivier   (1890 - segle XX) va ser un lluitador belga, especialista en lluita lliure, que va competir durant la dècada de 1920.
El 1924 va prendre part en els Jocs Olímpics de París, on guanyà la medalla de plata en la competició del pes mitjà del programa de lluita.